# Bruno Valčić
Bruno Valčić (14. siječnja 1966.), hrvatski biciklist i međunarodni biciklistički sudac. Iz obitelji je biciklista. Biciklisti su stric Nevio Valčić, bratić Luciano i otac Josip.

## Životopis
Rodio se 1966. godine. Zaposlenik je Uljanika gdje radi na poslovima bojanja broda. Bavio se biciklizmom kao biciklist. 1987. je godine položio ispit za republičkog suca. U neovisnoj Hrvatskoj položio je za nacionalnog suca najviše kategorije 1992. godine. Za međunarodnoga biciklističkog suca položio je ispit 1997. godine. Odsudio je preko sto međunarodnih utrka. Ističu se dvadesetak utrka World-Toura: Giro d'Italia, Tour de France, Vuelta a España, Olimpijada u Londonu 2012., svjetska prvenstva 1998., 2001. i 2008., utrke World Toura Oko Baskije, Tour de Suisse, Eneco Benelux Tour, Milano - Sanremo, Amstel Gold Race, Paris - Nica, Criterium Dauphine, Vuelta Catalunya, Tour of Beijing, Tour of California.

## Vanjske poveznice
- Cycle Base  Arhivirana inačica izvorne stranice od 8. veljače 2018. (Wayback Machine)
- il sito del Ciclismo